# Tiracola nonconformens
Tiracola nonconformens är en fjärilsart som beskrevs av Dyar 1918. Tiracola nonconformens ingår i släktet Tiracola och familjen nattflyn. Inga underarter finns listade i Catalogue of Life.